# Zita Duarte
Zita Glória Duarte Silva (* 17. Februar 1944 in Cascais; † 14. Januar 2000 in Lissabon) war eine portugiesische Film-, Theater- und Fernseh-Schauspielerin.

## Leben
Nach Abschluss des Liceus studierte sie am Nationalkonservatorium (heute ESTC). Noch vor ihrem Abschluss 1964 stand sie erstmals auf der Theaterbühne, in Fernando Amados Inszenierung von Almada Negreiros Deseja-Se Mulher in der Casa da Comédia (1963).
Nach ihrem Abschluss konnte sie sich nicht zwischen dem bedeutenden Theaterproduzenten Vasco Morgado und dem Teatro Nacional D. Maria II entscheiden und ging stattdessen für ein halbes Jahr nach Paris. Nach ihrer Rückkehr 1965 gehörte sie zum Gründerkreis des Teatro Experimental de Cascais und spielte zudem in ihrem ersten Film, einer Literaturverfilmung des Regisseurs António de Macedo.
Es folgten eine Vielzahl Theaterrollen, neben einigen Klassikern meist moderne bis experimentelle Stücke. 1975 gab sie ein kurzes Gastspiel im Revuetheater (am Teatro Maria Vitória).
1980 kam sie für zwei Jahre als Stipendiantin der Gulbenkian-Stiftung nach Deutschland. In München assistierte sie Hans Peter Cloos im Kollektiv Rote Rübe und an der Berliner Schaubühne assistierte sie Peter Stein in seiner Aufführung der Orestie.
Nach ihrer Rückkehr 1982 spielte sie wieder in zahlreichen Stücken in verschiedenen Ensembles an verschiedenen Häusern, immer wieder jedoch am Teatro Experimental in Cascais in Inszenierungen von Carlos Avilez. Auch in Kinofilmen spielte sie, im Fernsehen nur gelegentlich.
In den 1990er Jahren begann sie, auch selbst Theaterstücke zu inszenieren, darunter Fale Baixo Senão Eu Grito von Leilah Assunção im Teatro da Comuna, und im Alcântara Café-Teatro Cabaret, ein Stück aus Texten von Tucholsky, Karl Valentin, Wedekind und ihr selbst.
Mitte der 1990er Jahre verließ sie das Teatro Experimental de Cascais und arbeitete vor allem in den Ensembles des Teatro da Cornucópia und des Teatro Nacional D. Maria II.
Nachdem sie gegen eine Krebserkrankung ankämpfen musste, gab sie das Theaterspiel auf und trat nur noch in einigen Kinofilmen auf, zuletzt 1999 im prämierten Mal des Regisseurs Alberto Seixas Santos. Am 14. Januar 2000 erlag sie ihrer Krankheit.

## Filmografie
- 1965: Domingo à Tarde; Regie: António de Macedo
- 1967: A Casa de Simão Leonardo (Fernsehfilm); Regie: Oliveira e Costa
- 1967: Sete Balas Para Selma; Regie: António de Macedo
- 1967: Mar (Fernsehfilm)
- 1967: D. Quixote (Fernsehfilm)
- 1968: Dom Duardos (Fernsehfilm); Regie: Félix Ferreira
- 1968: Véspera de Casamento (Fernsehfilm); Regie: Victor Manuel
- 1970: O Jogo da Verdade (Fernseh-Mehrteiler, eine Folge)
- 1970: O Cerco; Regie: António da Cunha Telles
- 1972: Uma Abelha na Chuva; Regie: Fernando Lopes
- 1974: O Mal-Amado; Regie: Fernando Matos Silva
- 1974: A Estátua (Fernsehfilm); Regie: Herlander Peyroteo
- 1975: Fuenteovejuna (Fernsehfilm); Regie: Victor Manuel
- 1975: A Excepção e a Regra (Fernsehfilm); Regie: Oliveira e Costa
- 1976: Es herrscht Ruhe im Land; Regie: Peter Lilienthal
- 1976: A Respeitosa (Fernsehfilm); Regie: Victor Manuel
- 1976: Os Demónios de Alcácer-Kibir; Regie: José Fonseca e Costa
- 1976: O Delator (Fernsehfilm); Regie: Alfredo Tropa
- 1977: Nós por cá Todos Bem; Regie: Fernando Lopes
- 1978: Der König Der Berlengas-Inseln (O Rei das Berlengas); Regie: Artur Semedo
- 1979: E não se pode exterminá-lo? (Fernsehfilm); Regie: Solveig Nordlund
- 1979: Mata E Esfola (Fernsehserie)
- 1981: Contos Fantásticos (Fernsehserie, eine Folge)
- 1981: Conversa Acabada; Regie: João Botelho
- 1982: Insel der Liebe (A Ilha dos Amores); Regie: Paulo Rocha
- 1983: Gesten und Fragmente – Versuch über das Militär und die Macht (Gestos & Fragmentos); Regie: Alberto Seixas Santos
- 1983: Olá e Adeusinho (Fernsehfilm); Regie: Jaime Campos
- 1983: Jogo de Mão; Regie: Monique Rutler
- 1984: Crónica dos Bons Malandros; Regie: Fernando Lopes
- 1984: Ninguém Duas Vezes; Regie: Jorge Silva Melo
- 1986: O Barão de Altamira; Regie: Artur Semedo
- 1987: O Desejado; Regie: Paulo Rocha
- 1988: Mulheres de Calças (Fernsehfilm); Regie: Joaquim Miranda
- 1988: Electra ou A Queda das Máscaras (Fernsehfilm); Regie: Cecília Netto
- 1988: A Mala de Cartão (Fernseh-Zweiteiler)
- 1989: Erros Meus, Má Fortuna, Amor Ardente (Fernsehfilm); Regie: Jaime Campos
- 1991: Por Mares Nunca Dantes Navegados (Fernsehserie, zwei Folgen)
- 1992: Rosa Negra; Regie: Margarida Gil
- 1993: O Fim do Mundo; Regie: João Mário Grilo
- 1993: Procura-se (Fernseh-Dreiteiler)
- 1995: A Mulher do Sr. Ministro (Fernsehserie, eine Folge)
- 1995: Desencontros (Telenovela, 15 Folgen)
- 1995: Cabaret (Fernsehserie, zwei Folgen)
- 1997: Polícias (Fernsehserie, eine Folge)
- 1997: Gladiadores (Fernsehfilm); Regie: Artur Ramos
- 1997: Haut und Knochen (Ossos); Regie: Pedro Costa
- 1998: Lissabonner Requiem (Requiem); Regie: Alain Tanner
- 1998: Longe da Vista; Regie: João Mário Grilo
- 1998: O Anjo da Guarda; Regie: Margarida Gil
- 1999: Débora (Fernsehserie, eine Folge)
- 1999: Uma Casa em Fanicos (Fernsehserie, eine Folge)
- 1999: Jaime; Regie: António-Pedro Vasconcelos
- 1999: Mal; Regie: Alberto Seixas Santos